# ویلاورلا
ویلاورلا (به ایتالیایی: Villaverla) یک کومونه در ایتالیا است که در استان ویچنزا واقع شده‌است. ویلاورلا ۱۵ کیلومتر مربع مساحت و ۶٬۱۲۷ نفر جمعیت دارد و ۷۵ متر بالاتر از سطح دریا واقع شده‌است.